# Kijoka-bashofu

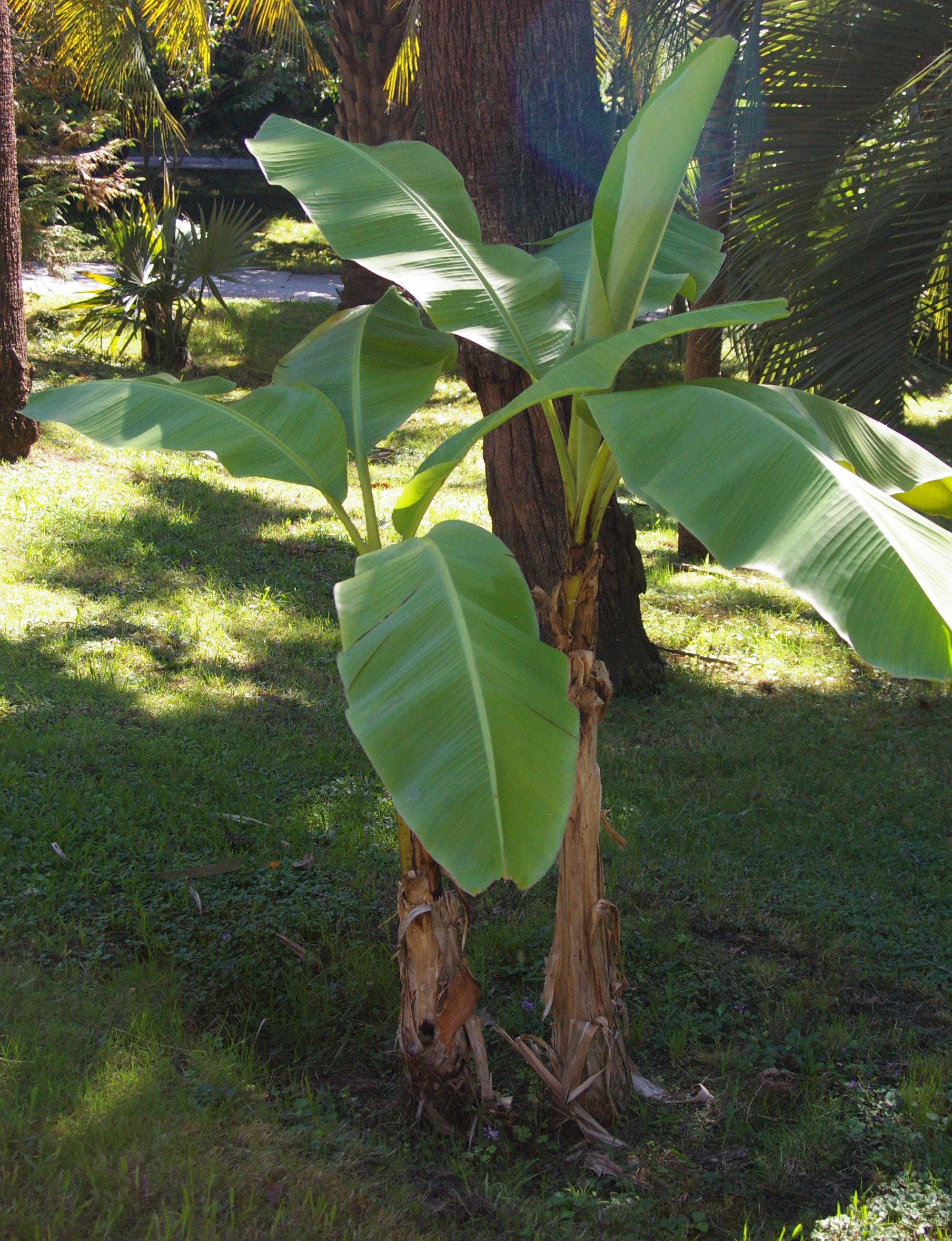
O bashō, também conhecido como banana de fibra japonesa, é usado para a fabricação do Kijōka-bashōfu

Kijōka-bashōfu (em japonês: 喜如嘉の芭蕉布) é uma arte e ofício japonês que consiste na fabricação de pano a partir do bashō ou da banana de fibra japonesa, sendo praticado em Kijōka em Ōgimi, Okinawa. Assim como o linho, cânhamo, rami e outras fibras vegetais longas, ele não gruda na pele nos dias quentes e, consequentemente, muito adequado para o clima da prefeitura de Okinawa. Kijōka-bashōfu é fabricado após o processo de tecelagem e são produzidos com cores padrões de índigo e marrom, a arte é reconhecida como uma das importantes propriedades culturais intangíveis do Japão.

## História
O bashōfu fez parte do tributo à dinastia chinesa Ming, enquanto três mil rolos foram listados como dívida após o domínio de Satsuma de Okinawa em 1609. Assim como o pagamento de unidades de tecidos simples, listrados e kasuri bashōfu como homenagem aos reis de Ryukyu, o pano era usado no uso diário pelos plebeus. A produção alcançou seu ápice no período Meiji com a introdução do tear takahata (高 機). Após a Batalha de Okinawa, a produção diminuiu drasticamente. Anteriormente feita nas ilhas Ryūkyū, a produção de bashōfu agora está localizada em Kijōka.

## Técnica
As árvores Bashō são arrancadas e, após a esterilização, as fibras amolecidas são extraídas. Essas fibras então passam por tecelagens para produzir tecidos leves, fortes e macios ao toque. Aproximadamente quarenta árvores são necessárias para fazer um rolo de tecido padrão. A cor da fibra bashō forma o fundo; os padrões são tecidos em índigo e marrom. Os formatos incluem listras, cheques e vários tipos de kasuri.

## Salvaguarda
Kijōka-bashōfu foi registrado como uma importante propriedade cultural intangível (重要 無形 文化 財) em 1974, e a Sociedade de Preservação Kijōka-bashōfu (喜 如 嘉 の 芭蕉 保存 会) foi fundada para ajudar a preservar a tradição. Em 2000, a artista têxtil Toshiko Taira (nascida no dia 14 de fevereiro de 1921, em Okinawa) foi reconhecida como um Tesouro Nacional Vivo (人間 国宝).